# Gymnasium Nepomucenum Rietberg
Das Gymnasium Nepomucenum Rietberg (kurz GNR) ist eine Schule in Rietberg mit einem ländlichen Einzugsbereich, welche in einem Schulzentrum untergebracht ist.
Das GNR hat am Projekt Selbstständige Schule des Landes Nordrhein-Westfalen teilgenommen. Es wird in seinem Entwicklungsprozess u. a. von den Universitäten Paderborn und Bielefeld wissenschaftlich begleitet.

## Geschichte
Das Gymnasium Nepomucenum wurde 1743 von Maximilian Ulrich von Kaunitz als Progymnasium gestiftet. Er veranlasste auch im Jahr 1746 auf seine Kosten einen ersten Schulbau. Die Leitung des Gymnasiums wurde den Franziskanern der Ordensprovinz Saxonia übertragen, die dafür drei Professoren abzustellen hatten. Als infolge der Säkularisation Anfang des 19. Jahrhunderts zahlreiche Klöster geschlossen wurden, blieb das Franziskanerkloster in Rietberg mit Rücksicht auf das von ihm geführte Gymnasium durch königliche Verfügung bestehen, nachdem sich auch die Bevölkerung für den Fortbestand des Gymnasiums eingesetzt hatte. Da die Franziskaner nach der Säkularisation bis 1842 keine Novizen aufnehmen durften, konnten sie das Gymnasium aus Personalmangel nicht weiter halten. Als letzter am Gymnasium tätiger Franziskaner starb am 12. Juni 1853 P. Suitbert Sander. Ab 1841 sicherte ein jährlicher Zuschuss des Staates die Grundlage des Progymnasiums in Rietberg, so dass weltliche Lehrer angestellt werden konnten und die Trägerschaft der Schule auf den Staat überging. Der Aufbau eines Konvikts beim Gymnasium 1838/39 scheiterte am Einspruch einflussreicher Rietberger Kreise gegen eine solche „Bettelherberge“.
Das Progymnasium bestand bis 1943, ab 1939 teilweise koedukativ.
Seit 1972 ist es ein Vollgymnasium mit voll ausgebauter, differenzierter Oberstufe, Bruno Feuerborn (1929–2017) war Schulleiter von 1978 bis 1994. Sein Nachfolger war ab 1995 Peter Esser, seit 2016 leitet Matthias Stolper die Schule.

## Preise und Auszeichnungen
Für Innovation und Engagement wurde das Gymnasium Nepomucenum Rietberg bereits mehrfach ausgezeichnet:
- 2004: Bürgerpreis der Initiative „für mich, für uns, für alle“ für die Seniorenakademie „EULE“[5]
- 2006: Preis der Initiative „Deutschland – Land der Ideen“ für die Seniorenakademie „EULE“[6]
- 2006: SIEGEL „Berufswahl- und ausbildungsfreundliche Schule“ der Peter-Gläsel-Stiftung für das Engagement im Rahmen der Studien- und Berufswahlorientierung in den Sekundarstufen 1 und 2[7]
- 2009: „Gütesiegel Individuelle Förderung“ der Landesregierung NRW[8]
- 2009: SIEGEL „Berufswahl- und ausbildungsfreundliche Schule“ der Peter-Gläsel-Stiftung für das Engagement im Rahmen der Studien- und Berufswahlorientierung in den Sekundarstufen 1 und 2 (Rezertifizierung)[9]
- 2019: „Digitale Schule“

## Bekannte Lehrer
- Friedrich Franz Theodor Goßler (1800–1856), Franziskaner, Schriftsteller, Hebräisch-Lehrer

## Bekannte Schüler und Absolventen
- Joan Otto Groenebaum (1937–1897), Priester
- Johannes Otto Bredeick (1789–1858), vgl. hier
- Johann Martin Hutterus (1810–1865), Schriftsteller
- Maximilian Geissel (1842–1931), Justizrat, Rechtsanwalt, Notar und Gutsbesitzer
- Woldemar Tenge-Rietberg (1856–1940), Verwaltungsjurist, Gutsbesitzer und Landrat
- Stephan Selhorst (1913–1976), Kunsthistoriker in Münster
- Gerhard Horstkemper (1927–2013), Domkapitular in Paderborn
- Alwin Hanschmidt (1937–2020), Historiker in Münster.
- Hubert Erichlandwehr (* 1965), CDU-Politiker
- Maria Flachsbarth (* 1963), CDU-Politikerin
- Ralph Brinkhaus (* 1968), CDU-Politiker
- Michael Brinkmeier (* 1968), CDU-Politiker
- Ulrich W. Paetzold (* 1982), Physiker und Universitätsprofessor
- Dennis Eilhoff (* 1982), Fußballspieler
- Martin Amedick (* 1982), Fußballspieler
- Uwe Hünemeier (* 1986), Fußballspieler
- Tobias Ebenberger (* 1990), Politiker